# Čiflik, Želino
Čiflik (makedonska: Чифлик) är en ort i Nordmakedonien. Den ligger i kommunen Želino, i den nordvästra delen av landet, 26 kilometer väster om huvudstaden Skopje. Čiflik ligger 501 meter över havet och antalet invånare är 854.